# Belcodène
Belcodène este o comună franceză situată în departamentul Bouches-du-Rhône, în regiunea Provence-Alpes-Côte d'Azur.

## Geografie

### Comune limitrofe
|          | Fuveau          |         |
| Gréasque |                 | Peynier |
| Peypin   | La Bouilladisse |         |

### Climă
În 2010, clima comunei a fost clasificată ca tipic mediteraneană, conform unui studiu realizat de CNRS, bazat pe o serie de date care acoperă perioada 1971-2000. În 2020, Météo-France a publicat o tipologie a climei din Franța metropolitană, conform căreia comuna se află într-o zonă cu climat mediteranean, în regiunea climatică Provence, Languedoc-Roussillon. Aceasta este caracterizată de precipitații reduse vara, o foarte bună expunere la soare (2.600 ore/an), veri calde (21,5 °C), un aer foarte uscat vara și sec în toate anotimpurile, vânturi puternice (cu o frecvență de 40-50 % a vânturilor > 5 m/s) și puține cețuri.
Pentru perioada 1971-2000, temperatura medie anuală este de 13,1 °C, cu o amplitudine termică anuală de 15,5 °C. Cantitatea medie anuală de precipitații este de 695 mm, cu 5,9 zile de precipitații în ianuarie și 2,1 zile în iulie. Pentru perioada 1991-2020, temperatura medie anuală observată la stația meteorologică situată în comuna La Destrousse la 6 km distanță în linie dreaptă, este de 14,5 °C, iar cantitatea medie anuală de precipitații este de 716,4 mm.
Pentru viitor, parametrii climatici estimati pentru comună pentru anul 2050, conform diferitelor scenarii de emisii de gaze cu efect de seră, pot fi consultati pe un site dedicat publicat de Météo-France în noiembrie 2022.

## Urbanism

### Tipologie
La 1 ianuarie 2024, Belcodène este clasificată drept comună rurală cu habitat dispersat, conform noii grile comunale de densitate pe șapte niveluri definită de INSEE (Institutul Național de Statistică și Studii Economice) în 2022. Aceasta este situată în afara unităților urbane. De asemenea, comuna aparține de zona metropolitană a Marsiliei - Aix-en-Provence, din care face parte ca o comună din coroană. Această arie, care include 115 comune, este clasificată în categoria ariilor cu 700.000 de locuitori sau mai mulți (cu excepția Parisului).

### Utilizarea terenurilor
Ocuparea terenurilor din comună, așa cum reiese din baza de date europeană privind ocuparea biofizică a solurilor Corine Land Cover (CLC), este marcată de predominanța pădurilor și a mediilor semi-naturale (73,3 % în 2018), în scădere față de 1990 (78,4 %). Repartiția detaliată în 2018 este următoarea: păduri (51,2 %), zone cu vegetație arbustivă și/sau ierboasă (21,2 %), zone urbanizate (9,3 %), terenuri arabile (5,4 %), pajiști (4,7 %), zone industriale sau comerciale și rețele de comunicații (4,4 %), terenuri agricole heterogene (2,9 %), spații deschise, fără sau cu puțină vegetație (1 %). Evoluția ocupării terenurilor în comună și a infrastructurilor sale poate fi observată pe diferitele reprezentări cartografice ale teritoriului: harta Cassini (secolul XVIII), harta de stat-major (1820-1866) și hărțile sau fotografiile aeriene ale IGN pentru perioada actuală (1950 până în prezent).

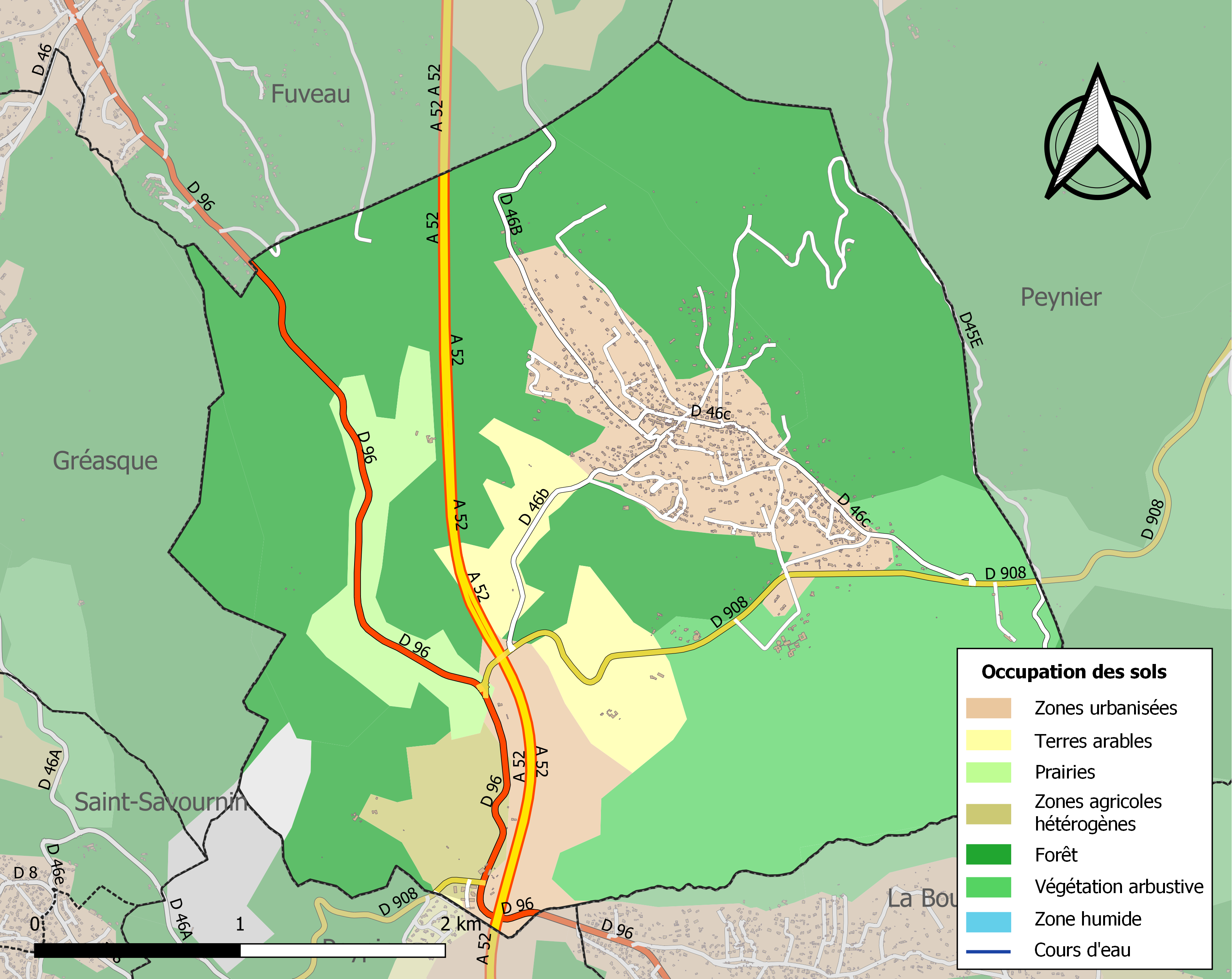
Harta infrastructurii și utilizării terenului a comunei în 2018 (CLC).

## Populația și societatea

### Date demografice
Evoluția numărului de locuitori este cunoscută prin recensămintele populației efectuate în comuna respectivă începând din 1793. Pentru comunele cu mai puțin de 10 000 de locuitori, un recensământ al întregii populații este realizat la fiecare cinci ani, populațiile legale pentru anii intermediari fiind estimate prin interpolare sau extrapolare. Pentru comuna respectivă, primul recensământ exhaustiv în cadrul noului dispozitiv a fost realizat în 2004.
În 2022, comuna număra 1 978 locuitori, în creștere cu +4 % față de 2016 (Bouches-du-Rhône: +2,48 %, Franța fără Mayotte: +2,11 %).
| An        | 1793 | 1821 | 1841 | 1856 | 1876 | 1886 | 1901 | 1921 | 1936 | 1962 | 1982 | 2006  | 2014  | 2022  |
| --------- | ---- | ---- | ---- | ---- | ---- | ---- | ---- | ---- | ---- | ---- | ---- | ----- | ----- | ----- |
| Populație | 114  | 174  | 192  | 214  | 210  | 185  | 189  | 183  | 127  | 131  | 542  | 1 697 | 1 909 | 1 978 |